# Het Park
Het Park est un parc de Rotterdam, situé à l'ouest du Centre-ville. Ce parc est situé entre la Nouvelle Meuse, Parkhaven, la rue Westzeedijk et le quartier Scheepvaart. Il est longé par la rue Parkkade. Il n'a pas d'intitulé officiel, mais il est connu comme Het Park.

## Histoire
Le terrain sur lequel se trouve le parc est acheté, en 1851, par la ville de Rotterdam, qui a l'intention d'y construire un abattoir. La commune de Delfshaven, sur laquelle se trouve alors ce terrain, émet des protestations, qui décident Rotterdam à faire de ce terrain une promenade ouverte au public, en 1852.
Le parc borde la Meuse, au sud de la rue Westzeedijk. il se compose de deux parties : la partie est, à l'origine une propriété de campagne de J. Valckenier, est arrangée par l'architecte-paysagiste Zocher en 1852-1863, et la partie occidentale, qui était, jusqu'en 1866, la propriété de J. A., Nottebohm, et a été rattachée au parc en 1886, avec quelques modifications. La limite entre les deux domaines correspond à l'actuelle allée Rododendronallee.
En 1853, le conseil municipal décide à l'unanimité de donner au parc son nom actuel de Het Park.
La réalisation du parc, à partir de 1852, est l’œuvre de Jan David Zocher et de son fils Louis-Paul Zocher, qui forment le projet d'en faire un jardin à l'anglaise. Le parc est ensuite agrandi en 1875. La construction du Parkheuvel, devenu un restaurant, en 1895-1896, est la dernière étape de la constitution du parc tel qu'il est actuellement.
Une église norvégienne, la Noorse Zeemanskerk, construite en bois, est inaugurée en 1914, à l'ouest du parc. La construction du tunnel de la Meuse, en 1937 qui se fait sur une portion du parc, côté ouest, provoque le déplacement de cette église sur son site actuel, rue Westzeedijk.
Le parc obtient, le 14 janvier 2011, le statut de monument national.

## Les événements
De nombreuses manifestations sont organisées dans le cadre du parc. Les plus connues sont le Nationale Energie Manifestatie en 1955, la Floriade en 1960, avec l'inauguration de l'Euromast, et plus récemment le festival annuel de poésie Dunya ou la journée annuelle de la musique romantique.

## Bâtiments et statues du parc
- L'église norvégienne
- L'Orangerie, construite en 1870 par J. F. Metzelaar
- Villa Parkzicht (Rotterdam), actuellement un restaurant
- Chalet Suisse, conçu pour l'exposition universelle de Zurich en 1939
- Parkheuvel, premier restaurant néerlandais avec trois étoiles, en 2002
- Statue de la reine Wilhelmine
- Statue du poète Hendrik Tollens
- Statue du musicien Anton Verheij
- L'Euromast
- Une fontaine avec trois danseurs
- Les Perles perdues, une œuvre d'art de Madeleine Berkhemer (2015)

## Galerie

le parc
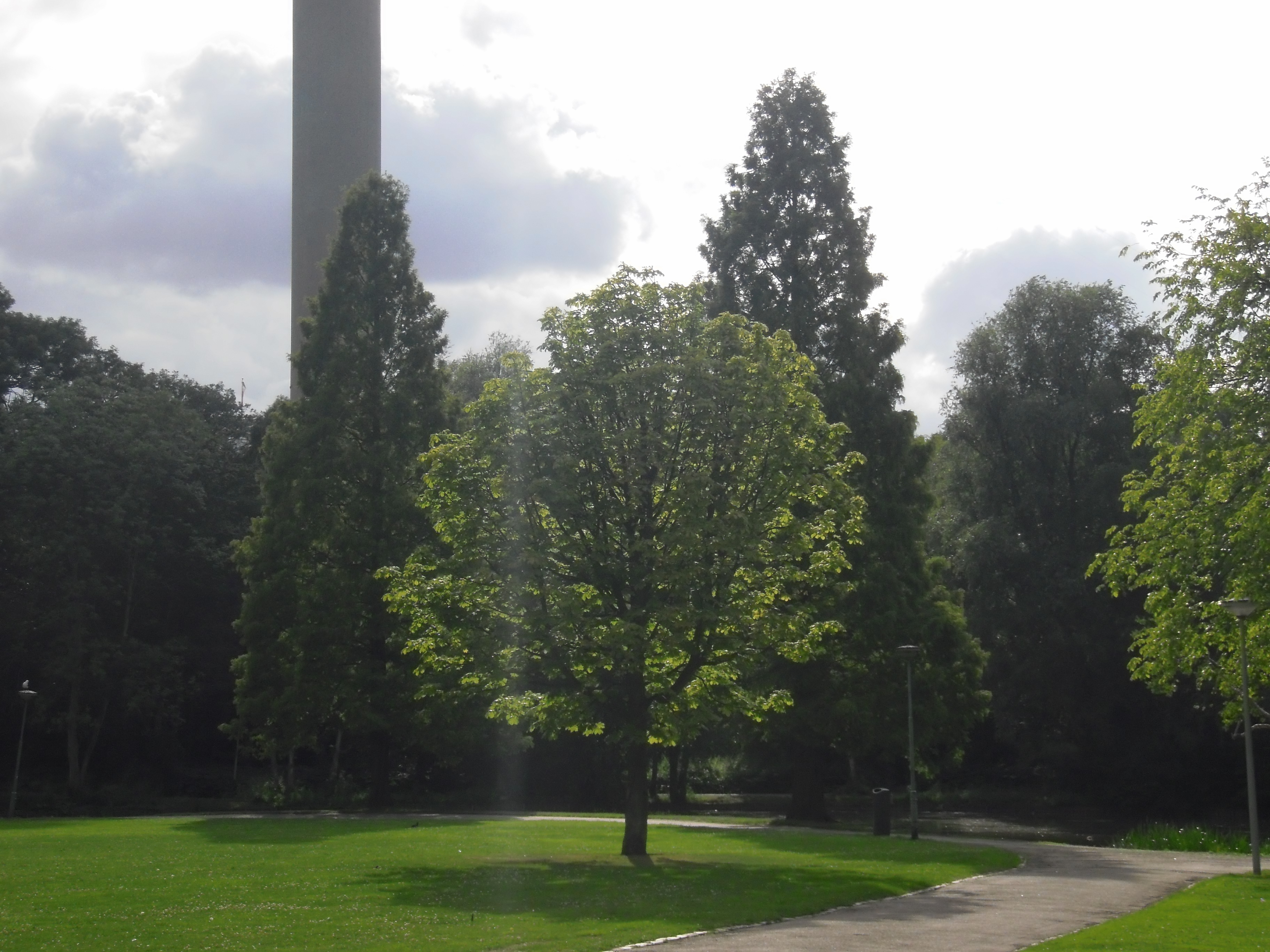
Le parc
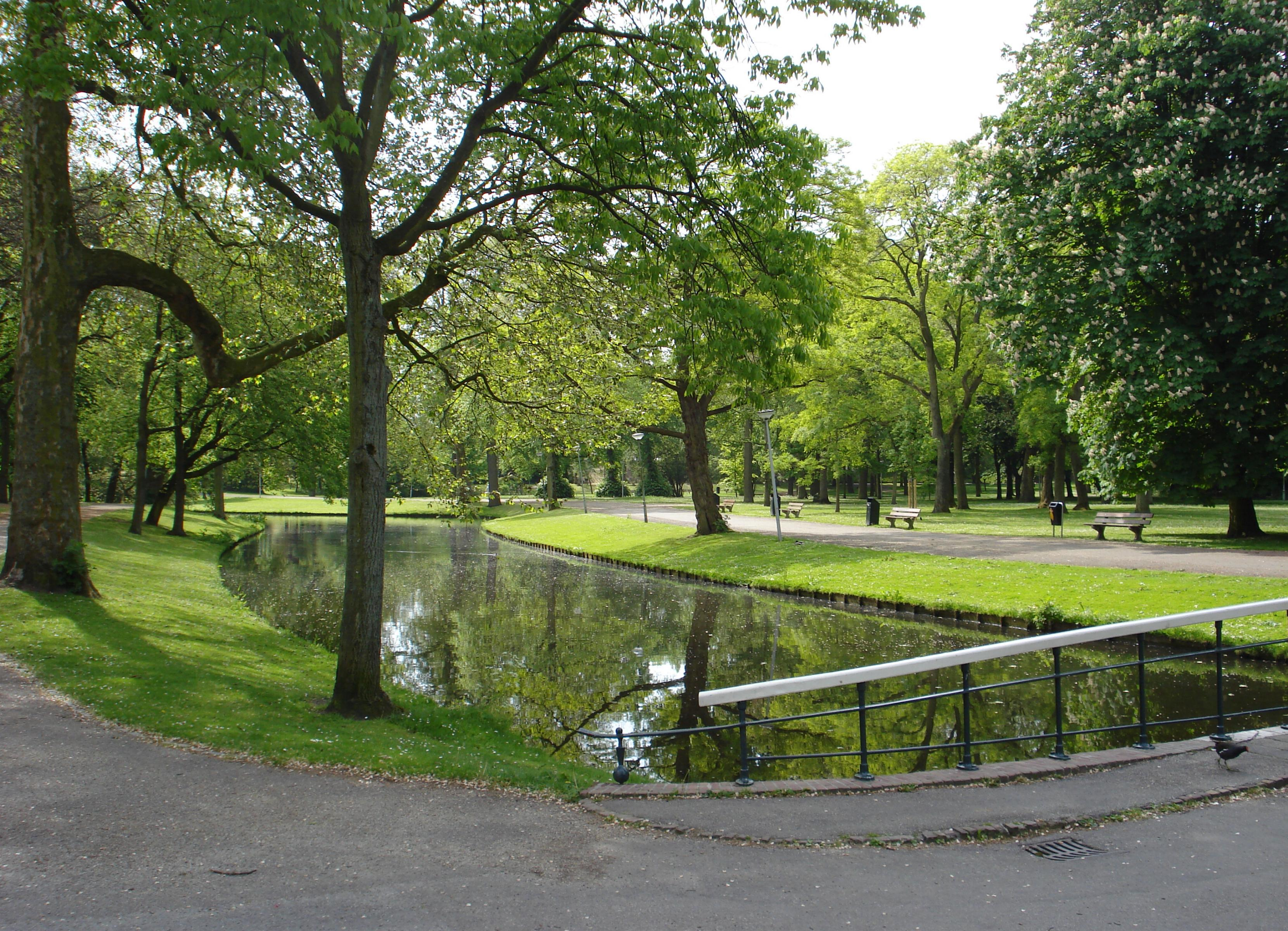
Pièce d'eau
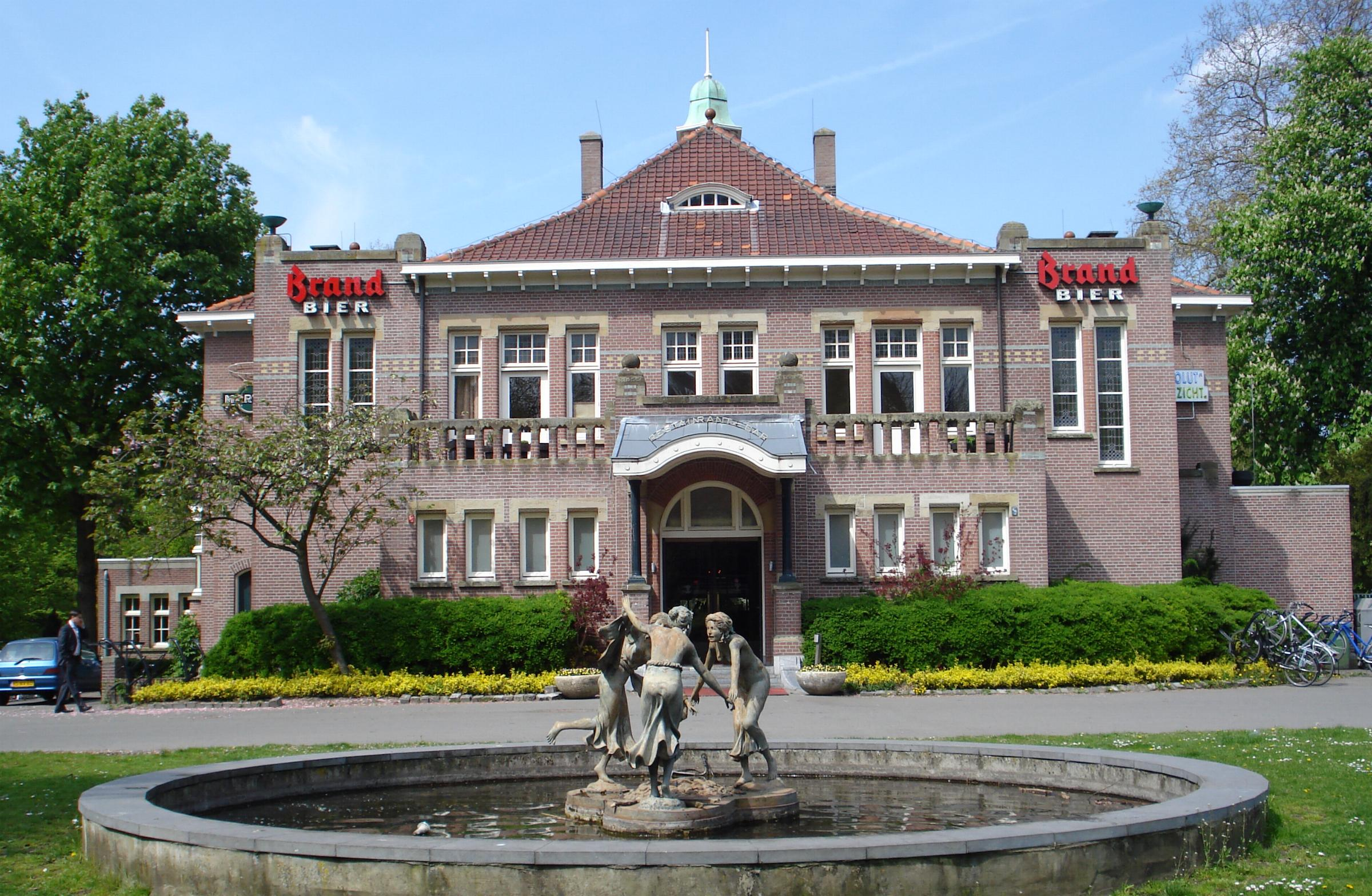
Parkzicht, avec la fontaine aux trois danseurs
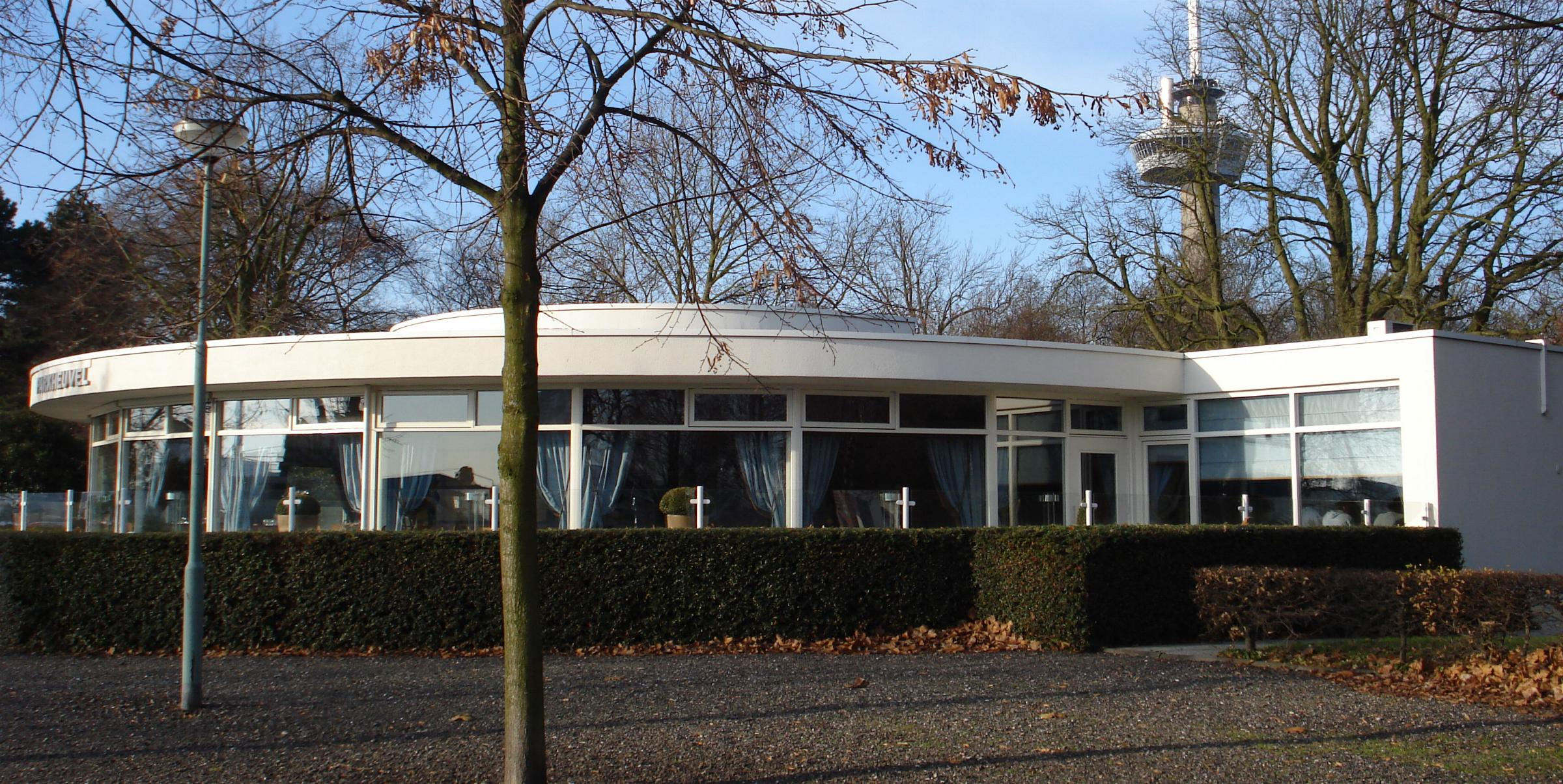
Parkheuvel
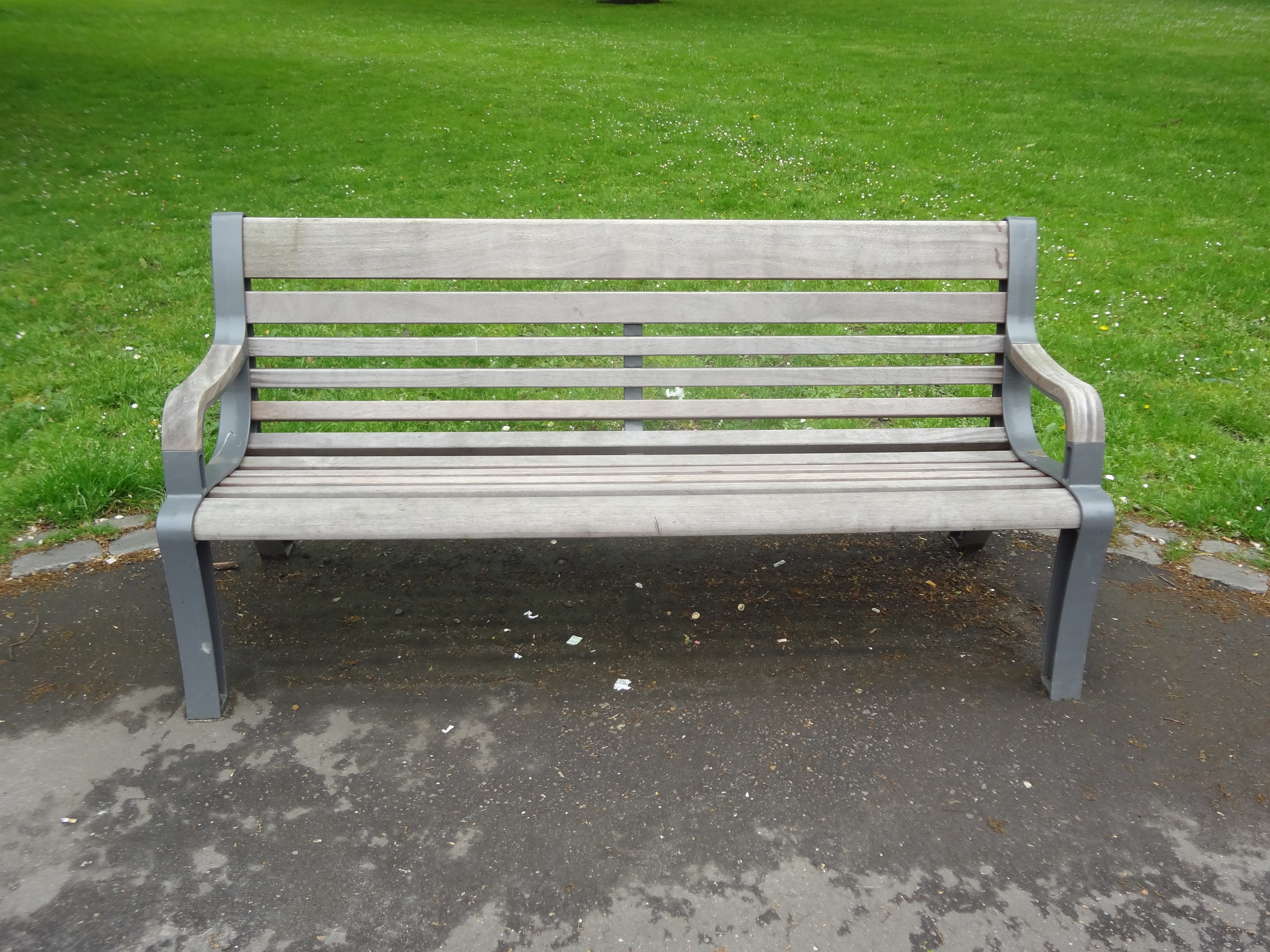
Un banc du parc
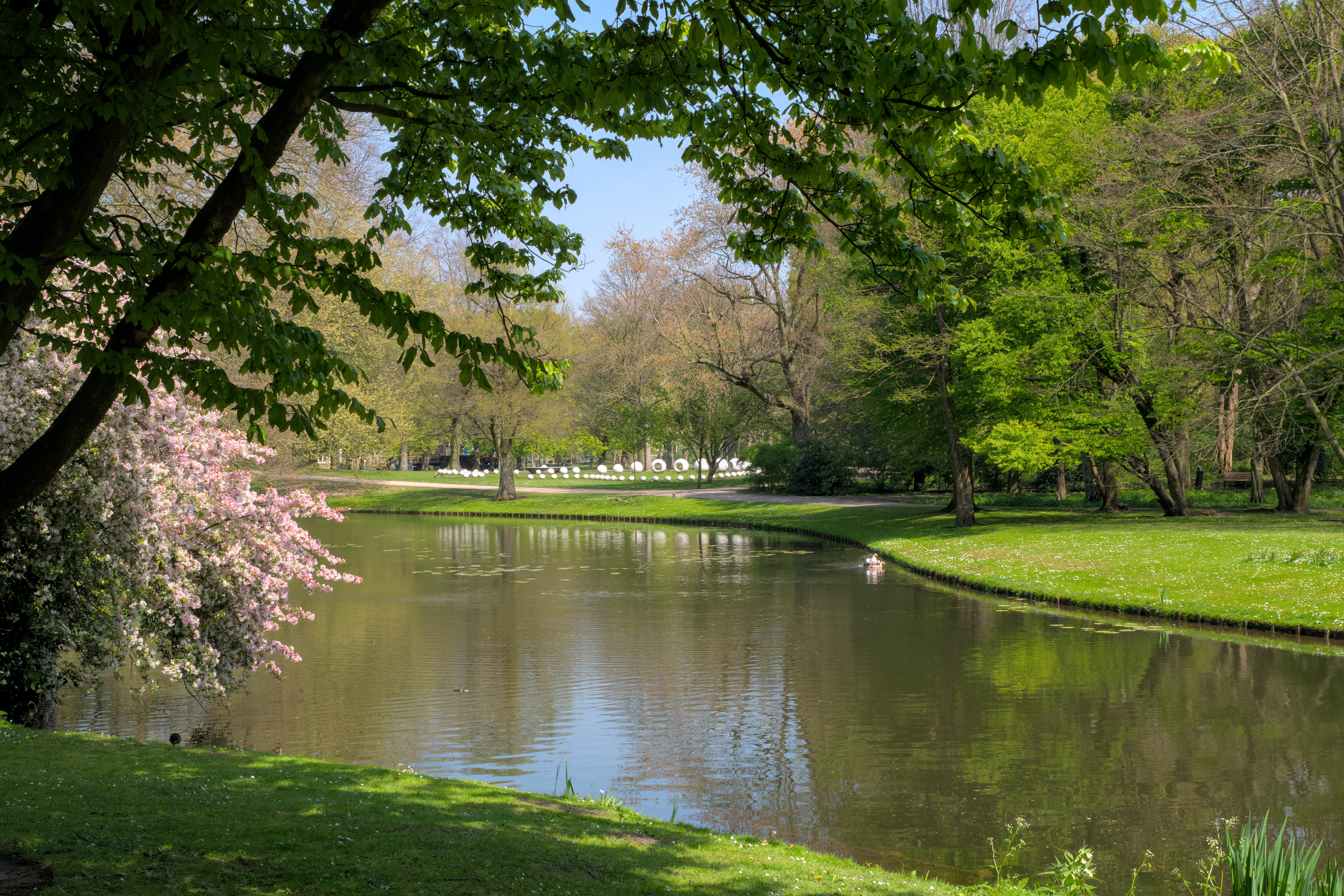